# パリ、恋人たちの2日間
『パリ、恋人たちの2日間』（パリ、こいびとたちのふつかかん、2 Days in Paris）は、ジュリー・デルピー監督による2007年のフランス・ドイツ合作のロマンティック・コメディ映画。

## あらすじ
ヴェネツィア旅行を終えたマリオン（ジュリー・デルピー）とジャック（アダム・ゴールドバーグ）は、ニューヨークに帰る途中、マリオンの故郷であるパリに立ち寄る。フランス語がわからないアメリカ人のジャックは、マリオンの元恋人や家族と出会うたびに困惑する。

## キャスト
- ジュリー・デルピー
- アダム・ゴールドバーグ
- ダニエル・ブリュール
- アレクシア・ランドー

## 公開
2007年2月10日、第57回ベルリン国際映画祭パノラマ部門に出品された。

## 評価
Metacriticでは30件のレヴューで67点を獲得した。Rotten Tomatoesでは116件のレヴューで85%を獲得した。